# Decisione dell'Unione europea

Bandiera dell'Unione europea

Una Decisione dell'Unione europea, nell'ordinamento e nel diritto dell'Unione europea, è una delle fonti del diritto dell'Unione Europea dotata di efficacia vincolante.
Con le modifiche introdotte dal Trattato di Lisbona, la nuova formulazione dell'art. 288 par. 4 TFUE consente che siano emanate decisioni prive di indicazioni sui destinatari.

## Tipologie
Le decisioni possono essere atti legislativi o non legislativi. Le decisioni non legislative possono anche prendere la forma di atti delegati e di esecuzione. 
Le decisioni, invece, che non hanno carattere legislativo e che designano i destinatari cui sono rivolte, sono notificate ed hanno efficacia in virtù di tale notificazione.
Sono atti legislativi quando vengono adottate congiuntamente:
- dal Parlamento europeo e dal Consiglio nel quadro della procedura legislativa ordinaria;
- dal Parlamento europeo con la partecipazione del Consiglio;
- dal Consiglio con la partecipazione del Parlamento europeo nel quadro della procedura legislativa speciale.

In tutti gli altri casi le decisioni sono atti non legislativi. Possono essere adottate, ad esempio, dal Consiglio europeo, dal Consiglio o dalla Commissione.
In base all'art. 297 TFUE le decisioni che hanno carattere legislativo devono essere firmate dal presidente dell'istituzione che le ha adottate e pubblicate nella Gazzetta ufficiale dell'Unione europea; entrano in vigore alla data da esse stabilita oppure, in mancanza di data, il ventesimo giorno successivo alla pubblicazione. Lo stesso discorso vale per le decisioni non aventi carattere legislativo, e solo nel caso in cui queste ultime non designino i destinatari cui sono rivolte.
L'unica condizione richiesta affinché la decisione possa essere fatta valere come titolo esecutivo è l'apposizione della formula esecutiva da parte dell'autorità nazionale designata che procede ad una verifica dell'autenticità dell'atto.

### I destinatari
Destinatari possono essere sia Stati membri (eccezionalmente anche tutti gli Stati membri), come accade per le decisioni della Commissione relative agli aiuti concessi dagli Stati, sia persone fisiche o giuridiche, quali le decisioni della stessa Commissione in materia di regole di concorrenza applicabili alle imprese. Nel caso di decisioni rivolte a persone fisiche o giuridiche esse assumono caratteri sensibilmente affini a quelli propri del provvedimento amministrativo del diritto interno.
Nella prassi sono adottate le decisioni particolari che, prevedendo la presenza di specifici destinatari e comportando un obbligo pecuniario, hanno efficacia di titolo esecutivo da far valere negli Stati membri, in virtù dell'art. 299 TFUE. Nell'ipotesi di mancata esecuzione, la Commissione potrà esperire la procedura di infrazione per violazione del trattato, come disposto dall'art. 258 TFUE.

La Corte di giustizia chiarisce che:
(Sentenza del 14 aprile 2011, causa C-327/09, Mensch und Natur AG)